# Nicolas Frénicle
Nicolas Frénicle (* 1600 in Paris; † 29. November 1666 ebenda) war ein französischer Schriftsteller.

## Leben und Werk
Nicolas Frénicle war der ältere Bruder des Mathematikers Bernard Frénicle de Bessy. Ab 1627 war er hoher Beamter an der Cour des Monnaies.
Zusammen mit seinem Freund Guillaume Colletet verkehrte Frénicle ab 1620 in literarischen Zirkeln wie der Académie Piat Maucours und im Umkreis der Marie de Gournay, wo nicht mit dem literarischen Erbe des 16. Jahrhunderts gebrochen wurde, sondern Pierre Ronsard noch Geltung hatte. Gleichzeitig war er aber auch der neuen Schule von François de Malherbe nicht abgeneigt. 1622 bereitete er mit Colletet das Buch Parnasse satyrique vor, für das Théophile de Viau ins Gefängnis kam und Colletet kurzzeitig aus Paris verbannt war. Ab 1625 gehörte er (mit Antoine Godeau, Philippe Habert und anderen) einer Literatengruppe an, die sich „Illustre Hirten“ (Illustres Bergers) nannte und die als Vorstufe der Académie française gelten kann. Bis 1635 veröffentlichte er überwiegend weltliche Dichtung, anschließend nur noch geistliche, vor allem 1661 die vollständige Versübersetzung der Psalmen, an der er seit mehr als 20 Jahren arbeitete.

## Werke (Auswahl)
- Les premieres oeuvres poetiques du sieur Frenicle (1625)
- La seconde partie des Elegies de Frenicle. Pour la belle Isis (1627)
- Les oeuvres de N. Frenicle (1629)
- L’himne des princes (1630)
- La Niobé de N. Frénicle (1632)
- Palémon. Fable bocagère et pastorale en cinq actes (1632)
- L’entretien des illustres bergers. (1634). Hrsg. Stéphane Macé. H. Champion, Paris 1998.
- Jésus crucifié (1636)
- Paraphrase des Pseaumes 1. Beatus qui non abiit in consilio impiorum. 21. Domine in virtute tua laetabitur rex. 119. Beati immaculati in via. 139. Domine probasti me (1638)
- Églogue sur la naissance de Mgr le Dauphin. (1639)
- Hymne de la vierge (1641)
- Paraphrase des Pseaumes de David. Veuve Henry Sara, & Antoine Merius. Et Jean Guignard. Paris 1661.